# Jacaranda mutabilis
Jacaranda mutabilis là một loài thực vật có hoa trong họ Chùm ớt. Loài này được Hassl. mô tả khoa học đầu tiên năm 1910.